# Kościół św. Elżbiety Węgierskiej w Nysie
Kościół pod wezwaniem św. Elżbiety Węgierskiej w Nysie – zabytkowa świątynia rzymskokatolicka, wchodząca w skład franciszkańskiego zespołu klasztornego, obecnie kościół główny parafii zakonnej.

## Historia
Kościół wraz z zespołem zabudowań klasztoru wzniesiony został w latach 1902–1911. Z parafii św. Jakuba wydzielono w 1925 roku kurację franciszkańską. Obejmowała ona terytorium pomiędzy ulicami Słowiańską, Aleją Wojska Polskiego i Grodkowską. Po wojnie dołączono do niej wioski filialne Regulice i Sękowice.

## Architektura
Monumentalny neoromański kościół, posiadający cechy charakterystyczne dla architektury sakralnej państwa pruskiego z końca XIX i początku XX wieku, projekt franciszkanina Mansuetusa Fromma OFM. W swoim założeniu miał on podkreślać istotne treści historyczne i wyrażać ciągłość tradycji Kościoła.

## Kaplica św. Rocha
Przed kościołem stoi wotywna kaplica ku czci św. Rocha z 1739 roku, wzniesiona jako dar dziękczynny za ocalenie ludności miasta od zarazy.